# لي آن بينوك
لي آن بينوك (بالإنجليزية: Leigh-Anne Pinnock)‏ (من مواليد 4 أكتوبر 1991)، مغنية وكاتبة أغاني بريطانية، عضوة في فرقة الفتيات ليتل ميكس مع جيسيكا نيلسون وجايد أميليا ثيروال وبيري إدواردز وهي فرقة بريطانية  تأسست عام 2011 بعد أشتركهم في برنامج المواهب البريطاني اكس فاكتور.

## روابط خارجية
- لي آن بينوك على موقع IMDb (الإنجليزية)
- لي آن بينوك على موقع ميوزك برينز (الإنجليزية)
- لي آن بينوك على موقع قاعدة بيانات الأفلام السويدية (السويدية)
- لي آن بينوك على موقع ديسكوغز (الإنجليزية)
- لي آن بينوك على موقع قاعدة بيانات الفيلم (الإنجليزية)